# Kölsch (Bier)

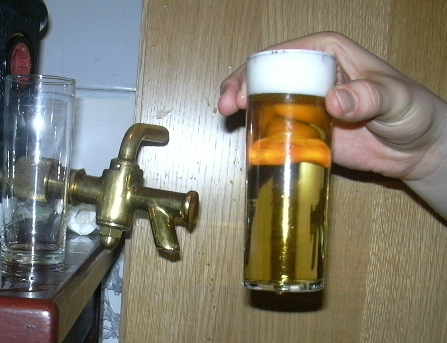
Frisch gezapftes Kölsch

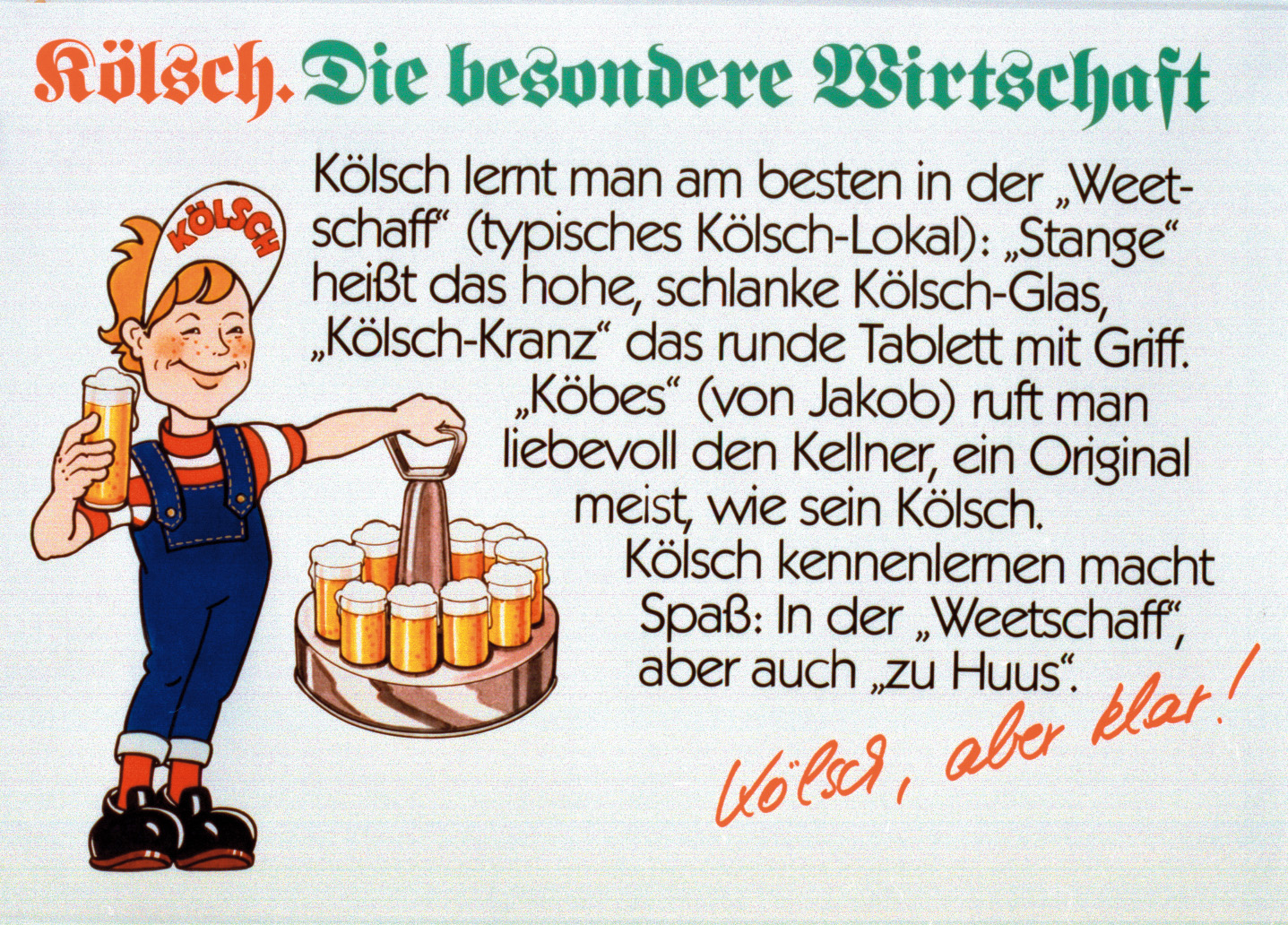
Nostalgiekarikatur

Kölsch ist ein helles, blankes (gefiltertes) und obergäriges Vollbier mit einer durchschnittlichen Stammwürze von 11,3 °P und einem Alkoholgehalt von durchschnittlich 4,8 % und es gärt bei 15 bis 20 °C. Welches Bier sich Kölsch nennen darf, regelt die Kölsch-Konvention von 1985; es darf nur in Köln und der näheren Umgebung hergestellt werden und wird entsprechend auch vor allem in Köln und im Umland getrunken.

## Vorgeschichte
Das Kölner Brauamt als Standesvertretung der Kölner Brauer besteht seit dem Jahr 1250. Die Kölner Brauer-Kooperation entstand 1396 und unterschrieb den Verbundbrief, der Köln als erster deutscher Stadt eine demokratische Verfassung sicherte. Die Zunft der Kölner Brauer mit der dazugehörenden St. Peter von Mailand-Bruderschaft, die das Jahr 1396 der Unterzeichnung des Verbundbriefes auch als das eigene Gründungsjahr ansieht, ist mit einem eigenen Siegel auf dieser Urkunde vertreten.
Das damals gebraute Bier wurde ohne Hopfen und mit Grut gewürzt und spontan vergoren. Der Erzbischof von Köln besaß das Monopol auf Grut und verbot deshalb 1381 das Brauen und die Einfuhr von Hopfenbier. Anfang des 15. Jahrhunderts fand der Hopfen seinen Weg ins Kölner Braugewerbe. 1438 gab es 21 Brauereien in Köln, und in der Brauerei Zum Leisten am Eigelstein wurden drei Sorten ausgeschenkt, das Grut-, das Hopfen- und das Keutebier (mit einem Weizenanteil). 1494 produzierten in Köln 64 Brauereien rund 65.000 Hektoliter Keutebier. Das Brauamt verlangte seit 1698 von jedem neuen Meister den Eid, kein sogenanntes Dollbier zu brauen, ein untergäriges Bier, das mit berauschenden Kräutern wie Bilsenkraut versetzt wurde. Trotz des Verbots erfreute sich dieses Bier bei den Kölnern großer Beliebtheit, und sie beschafften es sich unmittelbar vor den Toren der Stadt auf kurkölnischem Boden. Besonders besorgt waren die Stadtväter um die städtischen Bediensteten, die trotz strengster Verbote „täglich sich […] einfinden und das dolle Bier sauffen“.
Während des Mittelalters und der frühen Neuzeit hatten die Kölner Bierbrauer ein gesichertes Einkommen. Denn die Brauerzunft wachte argwöhnisch darüber, dass sich nicht zu viele Brauer in Köln niederließen. Illegale Brauer („Heckenzäpper“ genannt), konnten ihr Bier nur vor den Stadttoren und auf „schwimmenden Tabernen“ verkaufen. So blieb die Zahl der Kölner Brauer fast 300 Jahre konstant; im Jahr 1500 gab es 80 Brauer.

Annonce der Sünner-Brauerei aus dem Jahre 1921

Bis in die zweite Hälfte des 19. Jahrhunderts gab es in Köln rund 100 Hausbrauereien, die meist obergärige Biersorten brauten. Je nach Witterung und Jahreszeit gab es beispielsweise im Frühjahr „Märzer“, im Sommer „Stecken“ wie auch das untergärige Kölsche Knupp. 1794 marschierten französische Revolutionstruppen in die Stadt ein und brachten die Gewerbefreiheit, die mit einer Aufhebung des Zunftwesens einherging. Anfang des 19. Jahrhunderts deuteten Erfindungen und Entdeckungen Umwälzungen auch für das Braugewerbe an.
Bahnbrechend wirkten sich die Erfindung der Dampfmaschine und der ersten Kühlmaschine im Jahre 1873 auf das Brauverfahren aus. Durch den stetigen Zuzug von Arbeitskräften infolge schnell wachsender Fabriken stieg der Bierabsatz, sodass die Industrialisierung der Brauereien schon bald zu einem Sterben der traditionellen Hausbrauereien führte. Zudem wurde die flächendeckende Einführung maschinell gefertigter Bierflaschen vorangetrieben und ein Pfandsystem eingeführt. Zur Vermeidung von Kopien und Panscherei wurde es üblich, den Namen der Brauerei ins Glas prägen zu lassen. Die kleinen Hausbrauereien brauten zu dieser Zeit noch den Vorläufer des heutigen Kölsch, das trübe und ungefilterte Wieß (deutsch „Weiß“).

## Geschichte des Kölsch
Das erste Kölsch im heutigen Sinne braut seit 1906 die Brauerei Sünner, die erstmals 1918 mit dem Begriff „Kölsch“ für das helle obergärige Bier warb. Der Zweite Weltkrieg brachte dem Bierkonsum eine Zäsur. 1946 gab es nur noch zwei Brauereien in Köln, nämlich Dom und Sünner. Die Zutaten Malz und Hefe waren nicht oder nur in schlechter Qualität oder illegal zu bekommen. Die erste reine obergärige Bierhefe musste aus Kopenhagen durch Beziehungen von Hans Sion aus der Carlsberg Brauerei beschafft werden.
Danach wuchs die Zahl der Kölsch-Brauereien wieder auf 24 an. Sion war es auch, der schon 1945 die Marke Kölsch in Köln propagierte. 1960 wurden in Köln rund 500.000 Hektoliter Kölsch gebraut. 1963 entschied das Landgericht Köln, dass Kölsch nicht nur den Biertyp, sondern auch das Herkunftsgebiet ausweise. Erst im Juli 1977 wurde dieses Urteil vom Oberlandesgericht Köln bestätigt mit der Folge, dass Kölsch nicht außerhalb der Region hergestellt werden darf. Die Brauereien unterzeichneten am 6. März 1986 eine vom Kölner Brauereiverband ausgearbeitete freiwillige Übereinkunft, die 16 Paragraphen umfassende Kölsch-Konvention. Danach darf diese Bierspezialität nur in Köln und der näheren Umgebung hergestellt werden. Das obergärige helle, hochvergorene, hopfenbetonte, blanke (klare) Vollbier darf nur in der Kölner Stange serviert werden. Über die Einhaltung der Konvention wacht ein Ausschuss, in Streitfragen entscheidet ein Schiedsgericht. Am 29. Januar 1986 wurde die Kölsch-Konvention vom Bundeskartellamt anerkannt.
Bis 2019 wurden jährlich im Schnitt 1,785 Millionen Hektoliter Kölsch produziert.
Mit dem Verdacht auf Preisabsprachen ermittelte zwischen 2011 und 2014 das Bundeskartellamt gegen mehrere Kölsch-Brauereien. Dieser Verdacht hatte sich bis April 2014 insoweit bestätigt, als das Bundeskartellamt Bußgelder in Höhe von 338 Millionen Euro gegen die Brauereien Gaffel, Früh und Zunft verhängte. Diese potenziellen Preisabsprachen betrafen auch Pils-Brauereien (Carlsberg und Radeberger), so dass das für Kartellsachen zuständige Oberlandesgericht Düsseldorf im Juni 2019 die Verfahren für die Kölsch-Brauereien abtrennte, weil ein anderer Sachverhalt vorliege. Im September 2021 wurden die betroffenen Brauereien durch das Oberlandesgericht „vom Vorwurf illegaler Preisabsprachen freigesprochen“ und die Strafen durch das Bundeskartellamt abgewiesen. Das Bundeskartellamt legte gegen das Urteil Rechtsbeschwerde ein, 2023 wurde diese jedoch vom Bundesgerichtshof zurückgewiesen und das Urteil bestätigt.

## Kölsch in der EU und außerhalb

Das EU-Siegel geschützte geografische Angabe gemäß Verordnung (EWG) Nr. 628/2008 der Europäischen Kommission

Am 25. November 1997 wurde Kölsch als Bierspezialität von der EU in den Kreis der geschützten regionalen Spezialitäten aufgenommen. Dieser Schutz gilt in den EU-Mitgliedstaaten. Damit war Kölsch (zugleich mit Rieser Weizenbier aus dem Nördlinger Ries) das erste alkoholische Getränk mit Inhalts-, Herstellungs- und Herkunftsgarantie. Wird Kölsch innerhalb der EU von Brauereien außerhalb der Kölsch-Konvention gebraut, erhält das Gebräu eine andere Bezeichnung wie Bönnsch in Bonn oder Mölmsch in Mülheim.
Außerhalb der EU wird Kölsch von Brauereien in diversen Ländern hergestellt. Im amerikanischen Wettbewerb World Beer Cup gibt es eine Kategorie „German-Style Kölsch/Köln-Style Kölsch“. In der im Süden Brasiliens von deutschen Einwanderern gegründeten Kolonie Blumenau wird unter anderem das Eisenbahn Kölsch gebraut.

## Kölsch-Kultur

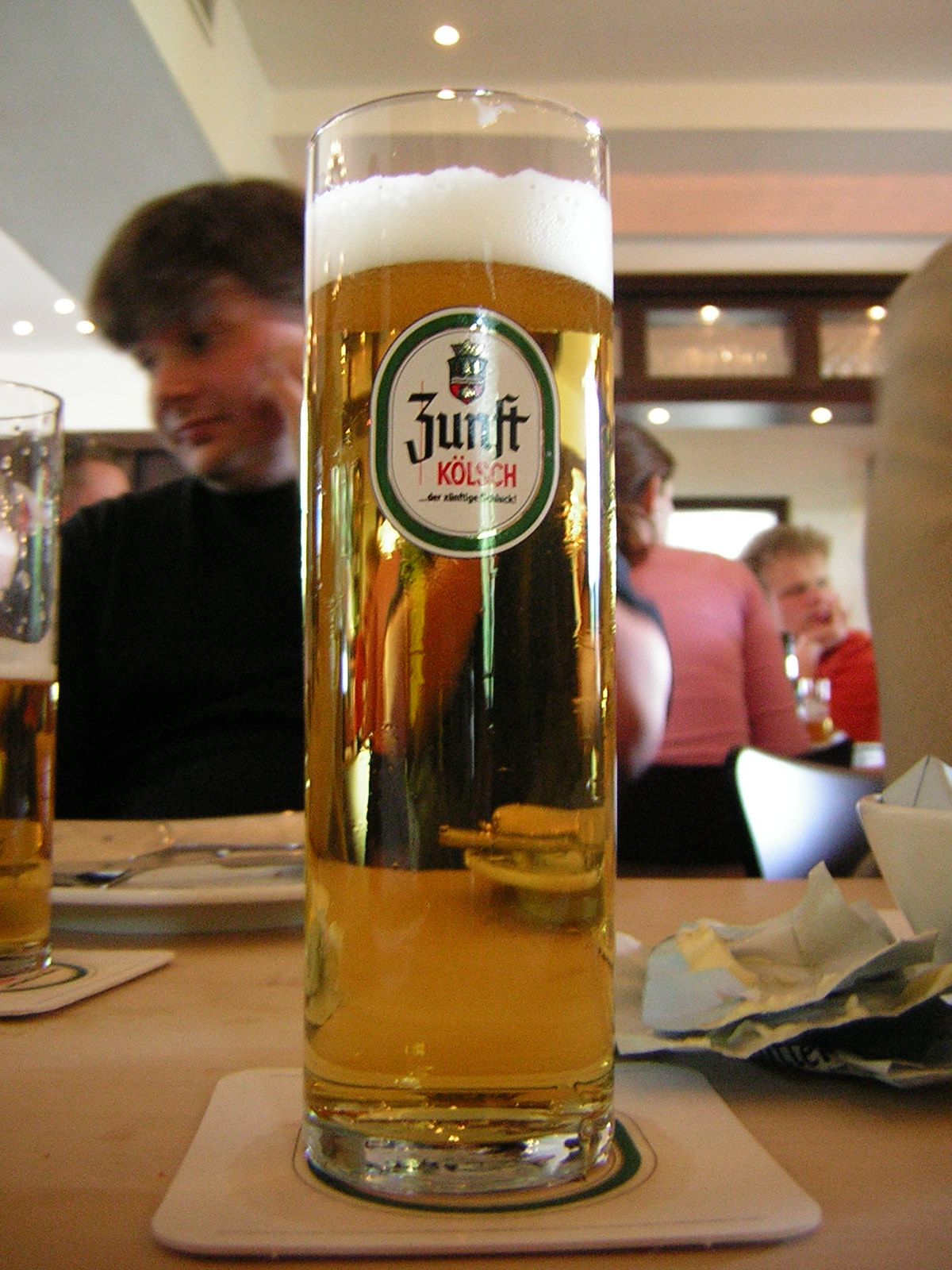
Kölschstange von Zunft

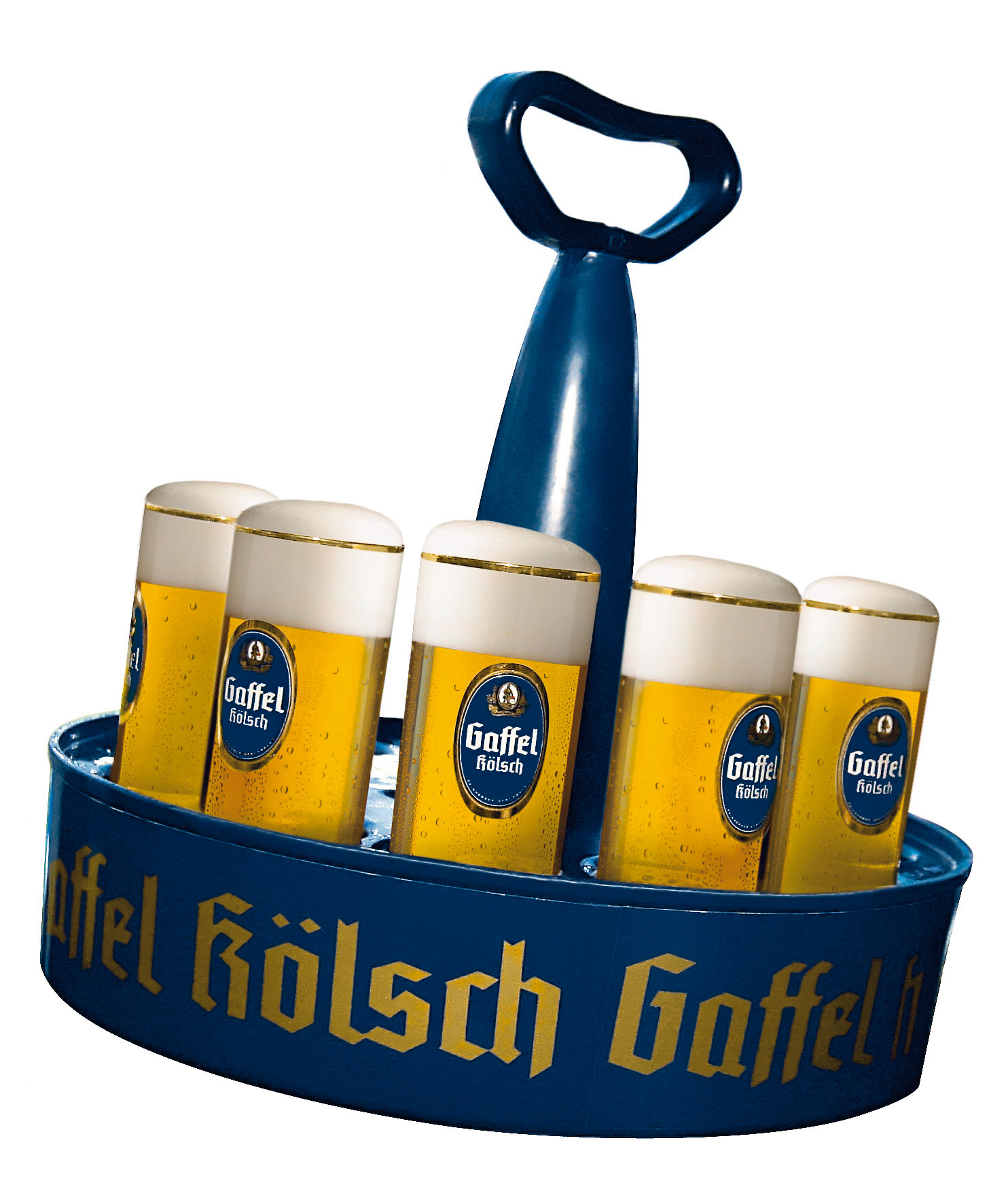
Kölsch-Kranz von Gaffel

Kölsch wird traditionell aus einem schlanken, zylindrischen, relativ dünnwandigen Glas mit einem Inhalt von 0,2 Liter getrunken; ortsüblich wird dieses Kölschglas als Stange bezeichnet. In der Außengastronomie sowie in weniger traditionsbewussten Gaststätten werden häufig größere Stangen mit bis zu 0,4 Litern Inhalt verwendet. Größere Gläser sind jedoch unter Kennern verpönt, unter anderem, weil Kölsch im Gegensatz zu anderen Bieren nach dem Einschenken sehr rasch verschalt, also seinen frischen Geschmack und seine Schaumkrone verliert.
Vereinzelt trifft man in traditionellen Kneipen auch auf das halbe Kölsch, das in einer Stange mit 0,1 Litern Inhalt, dem Stössje, serviert wird. In einigen Brauhäusern kann ein 10-Liter-Fass, das Pittermännchen, zum Selberzapfen bestellt werden. Wie die meisten Biere, besonders die obergärigen, entwickelt das Kölsch seine volle geschmackliche Vielfalt erst ab einer gewissen Temperatur, weshalb es mit 5 bis 8 Grad serviert wird.
Der Kellner wird in kölschen Brauhäusern Köbes genannt. Er verwendet zum Servieren seit Ende des 19. Jahrhunderts einen sogenannten Kranz  – ein Behältnis für bis zu 19 Stangen mit zwei Tragegriffen in der Mitte (je einer oben und im Boden). Vom Fass gezapft wird das Kölsch vom Zappes. In traditionsbewussten Gasthausbrauereien kommen dabei noch die ansonsten eher selten gewordenen Holzfässer zum Einsatz. Aus ihnen wird dann ohne die üblichen, mit Druckgas betriebenen Zapfanlagen nur mit einem zuvor eingeschlagenen Zapfhahn gezapft. In den meisten Brauhäusern ist es Brauch, dass jeder Gast, der sein Kölschglas vollständig geleert hat, ungefragt ein weiteres Kölsch gebracht bekommt, bis er einen Bierdeckel auf das Glas legt oder die Rechnung verlangt.

## Herstellung
Kölsch wird mit Gerstenmalz, Hopfen und Wasser gebraut. Einige Brauer setzen einen kleinen Anteil Weizenmalz zu. Der Hopfen für Kölsch stammt überwiegend vom Niederrhein, aus der Gegend von Kerpen und Düren sowie aus der Hallertau und Tettnang am Bodensee. Während die meisten obergärigen Biere bei Temperaturen um 20 °C vergoren werden, geschieht dies bei den meisten Kölschbrauereien deutlich kühler, bei etwa 14 bis 16 °C.
Wieß
Wieß (deutsch „Weiß“) ist der Vorgänger des Kölsch. Es wird ebenfalls obergärig gebraut, ist aber im Gegensatz zum Kölsch unfiltriert und naturtrüb. Die Filtration des Bieres wurde erst mit der Industrialisierung des Brauprozesses möglich. Wie beim Kölsch wird Gerste als Mälzgetreide verwendet. In Köln wurde das naturtrübe, obergärige Bier bis Mitte des 19. Jahrhunderts als „wijss bier“ in den Kölnern Brauhäusern getrunken. Wieß wird nicht aus Kölner Stangen getrunken, sondern aus Gläsern, die zwischen 0,3 und 0,5 Liter fassen. Heute wird in Köln wieder Wiess gebraut, beispielsweise von der Privatbrauerei Gaffel.

## Kölsch-Marken

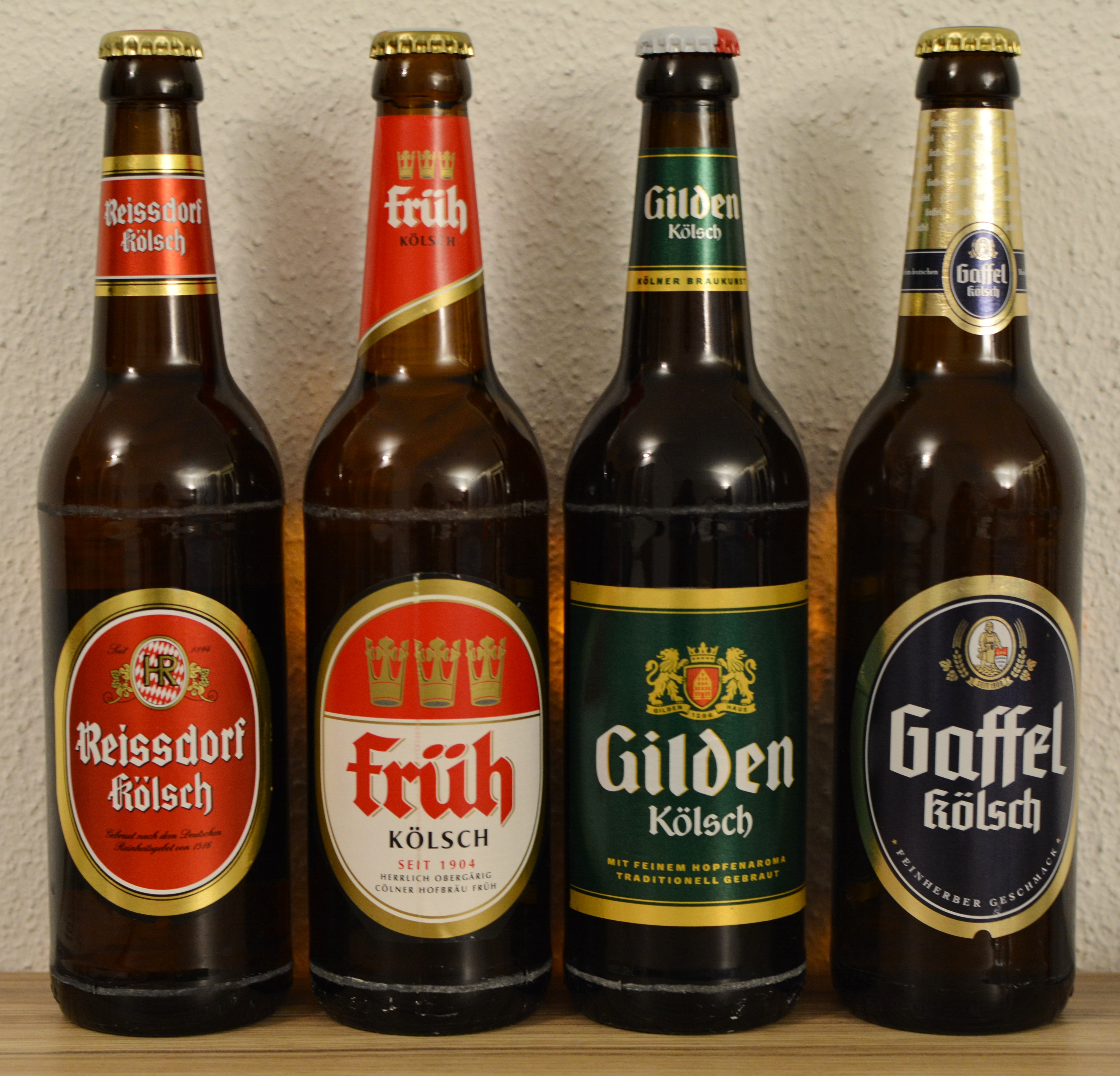
Flaschen von Reissdorf, Früh, Gilden und Gaffel

Kölsch gibt es in großer, aber abnehmender Vielfalt. Von ursprünglich ungefähr 100 Kölsch-Marken existierten 2008 noch 26, wobei einige erst in den letzten zwei Jahrzehnten auf den Markt kamen. Die Zahl der Kölsch-Brauereien sinkt stetig. Die europaweite Konzentration der Brauereiwirtschaft ging auch an Köln nicht vorbei, sodass einige wenige Großbrauereien jeweils mehrere Kölsch-Sorten herstellen. Daneben gibt es noch kleinere Brauhäuser, teilweise noch mit klassischen Hausbrauereien, die überwiegend ihre jeweiligen speziellen Sorten brauen und teilweise in angeschlossenen Gasthäusern vermarkten. Einige Kölsch-Marken werden als Lohnbrau bei anderen Brauereien hergestellt.
Kölsch-Brauereien sind:
- Privat-Brauerei Heinrich Reissdorf

Reissdorf Kölsch
- Cölner Hofbräu Früh

Früh Kölsch
Dom Kölsch (Lohnbrau für Haus Kölscher Brautradition)
Gilden Kölsch (Lohnbrau für Haus Kölscher Brautradition)
Küppers Kölsch (Lohnbrau für Haus Kölscher Brautradition)
Peters Kölsch (Lohnbrau für Haus Kölscher Brautradition)
Sester Kölsch (Lohnbrau für Haus Kölscher Brautradition)
Sion Kölsch (Lohnbrau für Haus Kölscher Brautradition)
Schreckenskammer Kölsch (Lohnbrau für Brauhaus Schreckenskammer)
- Brauerei Päffgen GmbH & Co. KG

Päffgen Kölsch
- Brauerei zur Malzmühle Schwartz KG

1823 Funken Kölsch
Mühlen Kölsch
- Erzquell Brauerei Bielstein Haas & Co. KG

Zunft Kölsch
- Gebr. Sünner GmbH & Co. KG

Colonius Kölsch
Rut Wieß Kölsch
Sünner Kölsch
- Privatbrauerei Bischoff

Bischoff Kölsch
- Privatbrauerei Gaffel Becker & Co. oHG

Gaffel Kölsch
Garde Kölsch
Richmodis Kölsch
Hellers Kölsch (Lohnbrau für Brauerei Heller)
- Arienhell GmbH

Giesler Kölsch

## Statistik
2010 hatte der Marktführer Pils einen Anteil am Gesamtbierausstoß in NRW von 75,45 %, gefolgt von Kölsch mit einem Marktanteil von 13,65 %, während es Altbier auf einen Anteil von 8,71 % brachte. In absoluten Zahlen lag 2008 der Ausstoß an Kölsch bei 2,18 Millionen Hektoliter, während Altbier 1,9 Millionen Hektoliter umsetzte. Bezogen auf den Marktanteil in der jeweiligen Herkunftsregion besitzt Kölsch im Kölner Stadtgebiet einen geschätzten Marktanteil von 80 % in der Gastronomie und mehr als 50 % im Handel.
Außerhalb der Region werden hohe Kölsch-Umsätze in Berlin (unter anderem in der Kölsch-Kneipe Ständige Vertretung) verzeichnet. In den USA wird alleine Gaffel-Kölsch in 500 Restaurants und Kneipen angeboten, 80 davon befinden sich in New York City, wie seit 2003 das Loreley. Eric Asimov, der renommierte Gastro-Kritiker der New York Times, ernannte Kölsch zum „Bier des Sommers 2011“.

## Verwandte Biere

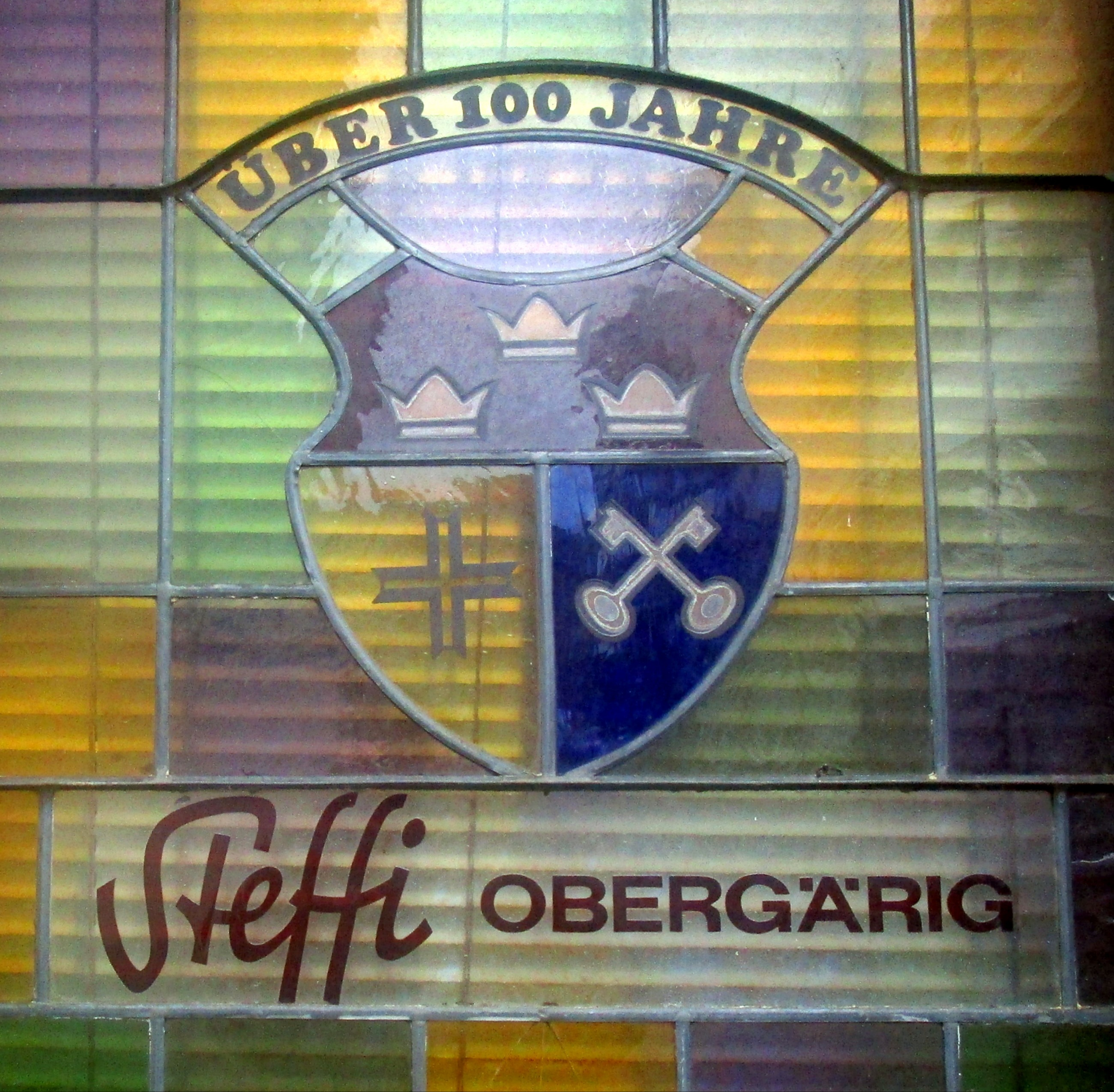
Biermarke Steffi obergärig der Brauerei Steffens

Das Kölsch ist ein Verwandter des ebenfalls obergärigen Altbiers. Dieses wird im Unterschied zum Kölsch meist, aber nicht immer, unter Verwendung dunklerer Malze hergestellt und schmeckt oft wesentlich herber. Sein Hauptverbreitungsgebiet liegt weiter nördlich am Niederrhein. Ein dem Kölsch ebenfalls nahe verwandtes obergäriges Bier wurde bis in die jüngste Zeit in Aachen gebraut, am bekanntesten war die 1989 geschlossene Brauerei Degraa.
In Bonn, das nicht zu den Gemeinden der Kölsch-Konvention gehört, wird das Bönnsch hergestellt und ausgeschenkt, das eher einem Wieß entspricht. Neuerdings wird es auch filtriert angeboten und entspricht damit eher einem Kölsch. Verbreiteter ist hier jedoch auch das Kölsch.
Unter dem Namen Echt Mölmsch und Jubiläums Mölmsch wurde von der Berg-Brauerei Mann aus Mülheim an der Ruhr bis 1995 ein helles obergäriges Vollbier gebraut. Das Mölmsch entsprach dem Kölsch, nach der Kölsch-Konvention durfte es nicht so genannt werden, da es eben in Mülheim an der Ruhr gebraut wurde.
Die Brauerei Steffens aus Bornheim (früher Kasbach-Ohlenberg bei Linz am Rhein) bietet mit Steffi ein obergäriges Bier an, das einem Kölsch entspricht.
Seit Ende 2001 braut nach einem familieninternen Streit ein Sprössling der Kölsch-Brauerfamilie Päffgen ein helles obergäriges Bier etwas östlich außerhalb von Lohmar im Bergischen Land, das unter dem Namen Pfaffenbier regional vermarktet wird, unter anderem im Brauhaus Zum Pfaffen am Heumarkt in der Kölner Altstadt.